# Julie Stevens (Schauspielerin, 1936)

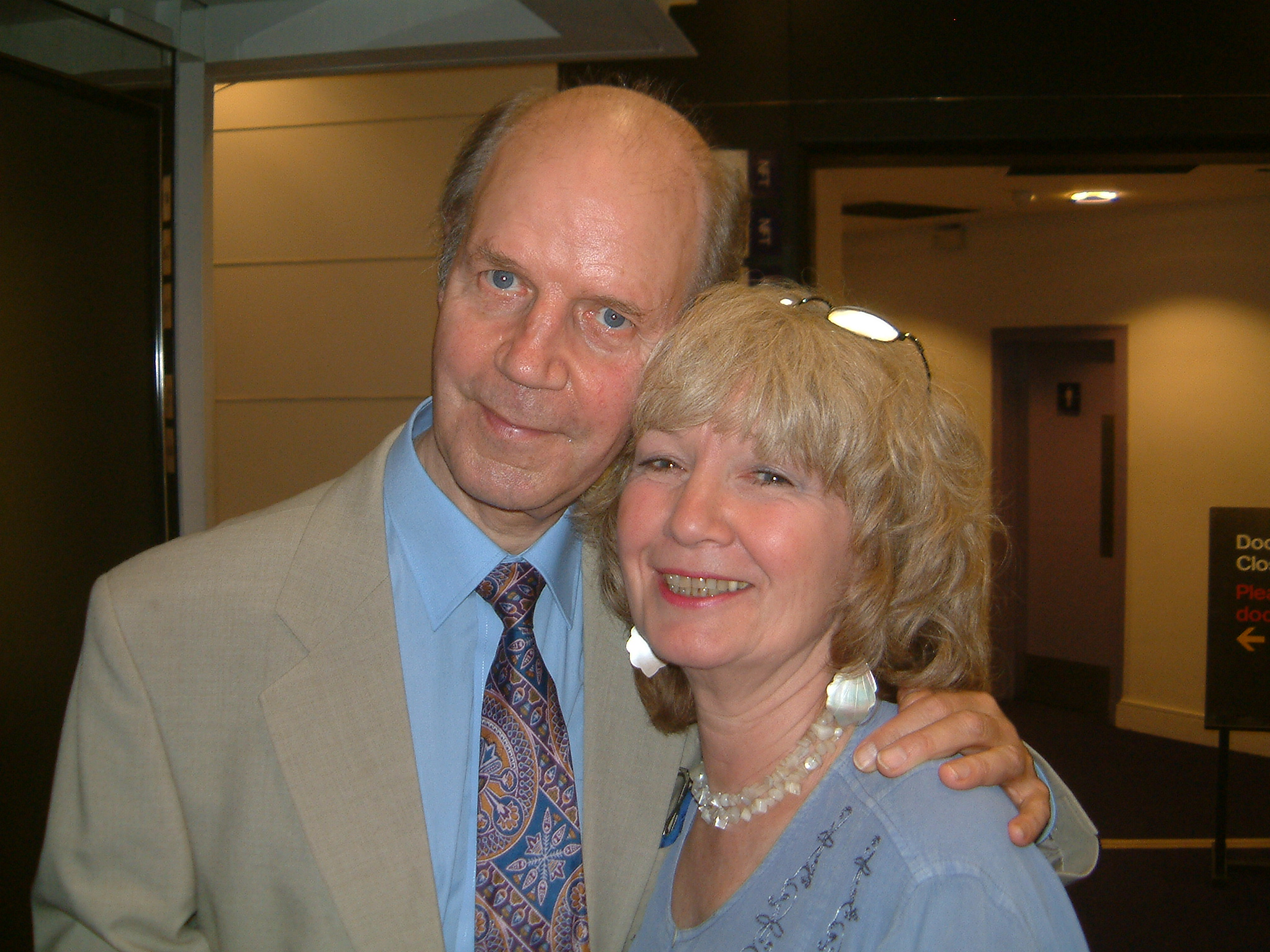
Julie Stevens mit Brian Cant (2004)

Julie Stevens, geborene Bullas (* 20. Dezember 1936 in Prestwich, England; † 5. Dezember 2024) war eine britische Schauspielerin.

## Leben
Julie Stevens absolvierte eine Ausbildung als Krankenschwester, bevor sie zum Fernsehen gelangte. Beim britischen Sender ABC begann sie 1957 ihre Schulung. In Vorbereitung auf die schauspielerischen Anforderungen verbrachte sie außerdem eine Spielzeit am Theater von Ryde, Isle of Wight.
Die Ausbildung dort mündete in ein Casting für die Rolle der Venus Smith in der Fernsehserie Mit Schirm, Charme und Melone, die in der 2. Staffel der Serie abwechselnd mit Cathy Gale (Honor Blackman) als Partnerin von John Steed auftreten sollte. Die Rolle der Venus Smith war als Nachtclub- und Jazzsängerin angelegt, sodass Julie Stevens in jeder der Folgen zumindest auch einen Gesangsauftritt hatte. Wegen mangelnden Zuschauerechos wurde die Rolle allerdings nach sechs Folgen wieder fallengelassen.
Stevens spielte danach in weiteren Fernsehserien mit, bekannt wurde sie in Großbritannien aber vorrangig durch ihre Tätigkeit als Moderatorin von Kinderprogrammen, wie z. B. den Sendereihen Play School oder Playaway. In den 1950er und 1960er Jahren moderierte sie außerdem The Sunday Break, ein religiöses Programm für Teenager.

### Privatleben
Julie Stevens heiratete im Januar 1962 den Schauspieler John White; die beiden bekamen zwei Kinder, trennten sich aber 1975. White, der in den späten 1960er Jahren auch als Moderator bei Play School tätig war, starb 1993 an Knochenkrebs. Stevens war später von 1981 bis 2001 mit dem Schauspieler und Regisseur Michael Hucks verheiratet.

## Filmografie (Auswahl)
- 1958: Armchair Theatre (Fernsehserie, eine Folge)
- 1959: All Aboard (Fernsehserie, zwei Folgen)
- 1962–1963: Mit Schirm, Charme und Melone (The Avengers, Fernsehserie, sechs Folgen)
- 1963: Z-Cars (Fernsehserie, Folge Remembrance of a Guest)
- 1963: Friday Night (Fernsehserie, eine Folge)
- 1964: Ist ja irre – Cäsar liebt Cleopatra (Carry On Cleo)
- 1965: Play School (Fernsehserie, eine Folge)
- 1967: Watch with Mother (Fernsehserie, 13 Folgen)
- 1970–1971: Girls About Town (Fernsehserie, zehn Folgen)
- 1972–1974: Cabbages and Kings (Fernsehserie, acht Folgen)
- 1981: Dark Towers (Fernsehserie, zehn Folgen)
- 2001: Holby City (Fernsehserie, eine Folge)